# Allocosa subparva
Allocosa subparva là một loài nhện trong họ wolfspinnen (Lycosidae).
Loài này thuộc chi Allocosa. Allocosa subparva được Charles Denton Dondale & Redner miêu tả năm 1983.